# Ross A. McGinnis

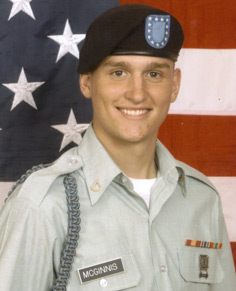
Ross Andrew McGinnis

Ross Andrew McGinnis (* 14. Juni 1987 in Meadville, Pennsylvania; † 4. Dezember 2006 in Bagdad, Irak) war ein US-amerikanischer Soldat der United States Army und diente als MG-Schütze im Irakkrieg. Er wurde während seines Dienstes tödlich verwundet und posthum mit der Medal of Honor, der höchsten militärischen Tapferkeitsauszeichnung der Vereinigten Staaten von Amerika, ausgezeichnet. Er gehört mit zu den jüngsten US-Soldaten, die im Irakkrieg  fielen und ist der vierte US-Soldat, der für seinen Einsatz in diesem Krieg mit der Medal of Honor ausgezeichnet wurde.

## Ausbildung und Irakeinsatz
Ross A. McGinnis trat am 14. Juni 2004 der United States Army bei, dem Tag seines 17. Geburtstags. Nach seiner Grundausbildung in Fort Benning wurde er zum 1. Bataillon, 26. Infanterieregiment, 2. Brigade Combat Team, 1. US-Infanteriedivision nach Schweinfurt kommandiert. Er war dort Angehöriger des 1. Zuges, C Kompanie, 1. Bataillon, mit dem er im August 2006 in den Irak verlegt wurde.
Am 4. Dezember 2006 ging Ross McGinnis, zu der Zeit noch Private First Class, mit seiner Einheit in Adhamiyah im Nordosten von Bagdad auf eine Kampfpatrouille. Der Auftrag war, feindliche Sektenangehörige zu bekämpfen. Der Obergefreite McGinnis gab mit einem Browning M2-Maschinengewehr auf einem der Humvees seinen Kameraden Feuerschutz, als eine feindliche Splittergranate durch die Schützenöffnung im Dach des Fahrzeuges in das Innere fiel. Während es für McGinnis vermutlich ein Leichtes gewesen wäre durch die Schützenöffnung aus dem Fahrzeug auszusteigen, hätten die anderen vier Insassen wohl zu lange gebraucht, um durch die Türen ins Freie zu kommen. McGinnis warf sich schließlich auf die Granate und rettete so das Leben seiner Kameraden.
Am 2. Juni 2008 wurde er dafür posthum zum Specialist befördert und mit der Medal of Honor ausgezeichnet. Daneben ist er unter anderem Träger der Bronze Star Medal.